# Coutençon
Coutençon ist eine französische Gemeinde in der Region Île-de-France. Sie gehört zum Département Seine-et-Marne, zum Arrondissement Provins und zum Kanton Provins. Die Bewohner nennen sich Coutençonnais.

## Geographie
Sie grenzt im Nordwesten an La Chapelle-Rablais, im Nordosten an Villeneuve-les-Bordes, im Südosten an Montigny-Lencoup, im Süden an Salins und im Westen an Laval-en-Brie. Zu Coutençon gehört neben der Hauptsiedlung, die am Flüsschen Ru de la Vallée Javot liegt, auch der Weiler La Brémonderie.

## Bevölkerungsentwicklung
| Jahr      | 1962 | 1968 | 1975 | 1982 | 1990 | 1999 | 2005 | 2014 |
| --------- | ---- | ---- | ---- | ---- | ---- | ---- | ---- | ---- |
| Einwohner | 117  | 79   | 106  | 140  | 210  | 229  | 255  | 292  |

## Sehenswürdigkeiten
- Ehemaliges Schloss